# Astronomia teórica

A nuvem de Oort, um dos modelos teóricos de maior sucesso sobre o Sistema Solar.

Astronomia teórica é a utilização de modelos analíticos e computacionais baseados em princípios físicos e químicos para descrever e explicar objetos astronômicos e fenômenos astronômicos. Astrônomos buscam criar modelos teóricos e, a partir dos resultados, prever as consequências observacionais desses modelos. A observação de um fenômeno previsto por um modelo permite aos astrônomos selecionar entre vários modelos alternativos ou conflitantes como aquele que melhor consegue descrever o fenômeno.